# Loi sur les accidents du travail et les maladies professionnelles
Lire en ligne

Publications du Québec : Version consolidée officielle

Loi sur les accidents du travail (L.R.Q, ch. A-3)
Loi sur l'indemnisation des victimes d'amiantose ou de silicose dans les mines et les carrières (L.R.Q, ch. I-7)
La Loi sur les accidents du travail et les maladies professionnelles (LATMP) est une loi québécoise régissant les accidents et les maladies survenant dans un milieu de travail. 
Cette loi statutaire contient notamment une disposition qui interdit à la victime par ricochet de poursuivre l’employeur de la victime selon les règles ordinaires de la responsabilité civile. Cependant, le conjoint du travailleur décédé peut obtenir une indemnité forfaitaire liée au salaire perdu.
Les demandes en justice liées aux maladies professionnelles sont régies par le Tribunal administratif du travail depuis le 1er janvier 2016, et avant cette date par la Commission des lésions professionnelles.